# 久下村站
久下村站（日语：／ Kugemura eki */?）是位於兵庫縣丹波市山南町谷川，屬於西日本旅客鐵道（JR西日本）的加古川線車站。本站是神戶分社管轄最北車站。此站往谷川站一方則由福知山線所屬的福知山分社負責管轄。

## 歷史
在昭和30年代前，此站附近設有紙漿工場，當時會有貨運列車運送原材料前往工程，同時運送製成品離開工場。在貨物業務後使用人次激減。
- 1924年（大正13年）12月27日[1]- 播丹鐵道 野村站（現時：西脇市站）至谷川站之間開通，此停留場啟用。當時為旅客和貨物車站[2]。
  - 當時車站位於兵庫縣冰上郡久下村（日语：久下村 (兵庫県)）谷川字弓貫。
- 1943年（昭和18年）6月1日 - 播丹鐵道被國有化，成為鐵道省加古川線車站[3]。
- 1955年（昭和30年）7月21日 - 隨著山南町（日语：山南町）成立，車站地址變為兵庫縣冰上郡山南町谷川字弓貫。
- 1973年（昭和48年）10月1日 - 終止貨物起卸業務。
- 1986年（昭和61年）11月1日 - 成為無人車站。
- 1987年（昭和62年）4月1日 - 伴隨國鐵分割民營化，車站由西日本旅客鐵道（JR西日本）營運。
- 1990年（平成2年）6月1日 - 加古川鐵道部（日语：加古川鉄道部）成立，並管轄此站[4]。
- 2004年（平成16年）11月1日 - 隨著丹波市成立，車站地址變為現址。
- 2009年（平成21年）7月1日 - 隨著加古川鐵道部廢止，變由神戶分社（日语：西日本旅客鉄道神戸支社）直轄，此站由加古川站管理[5][6]。
- 2018年（平成30年）12月至翌年2月 - 舊車站大樓進行拆毀工程。

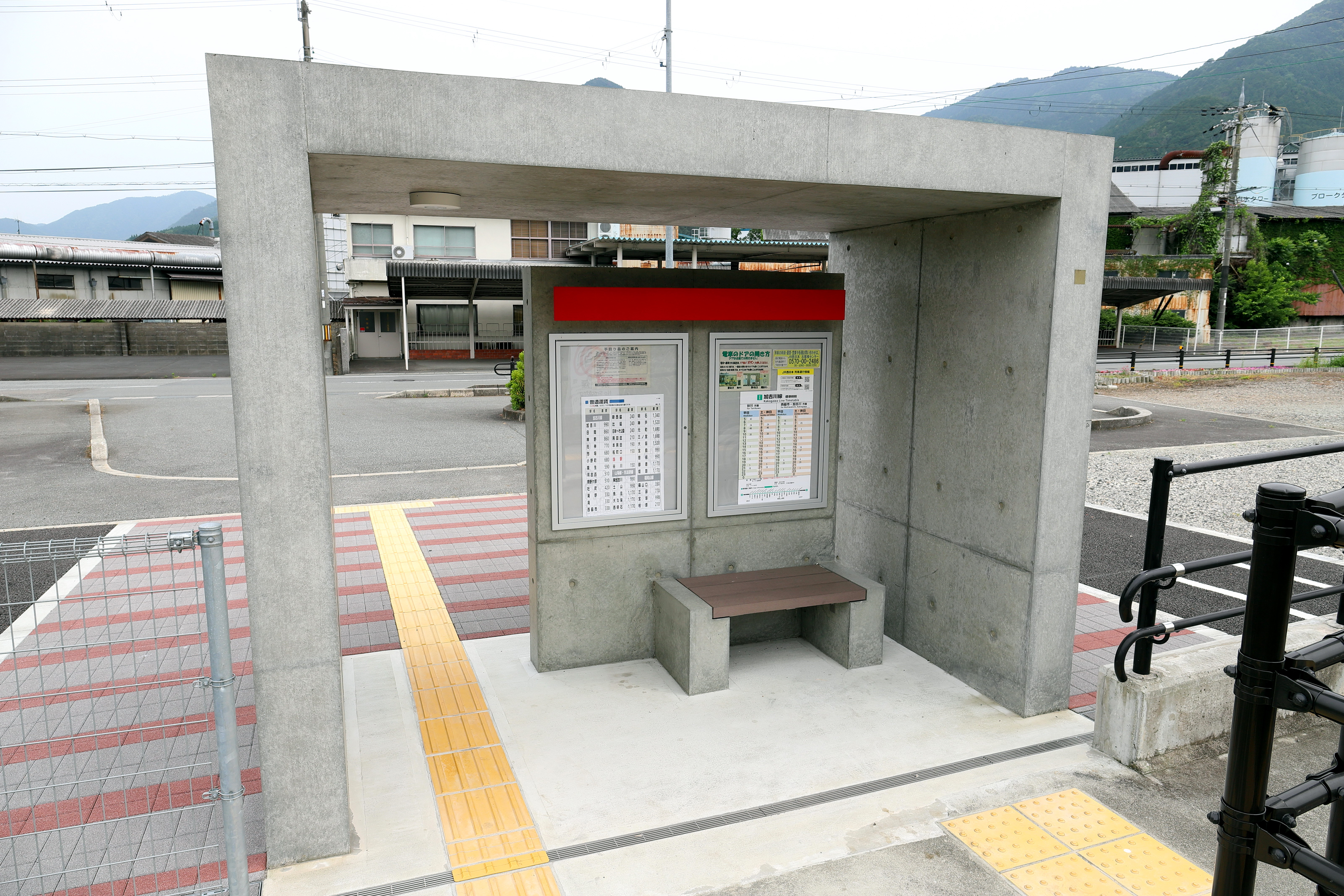
候車室（2020年6月）
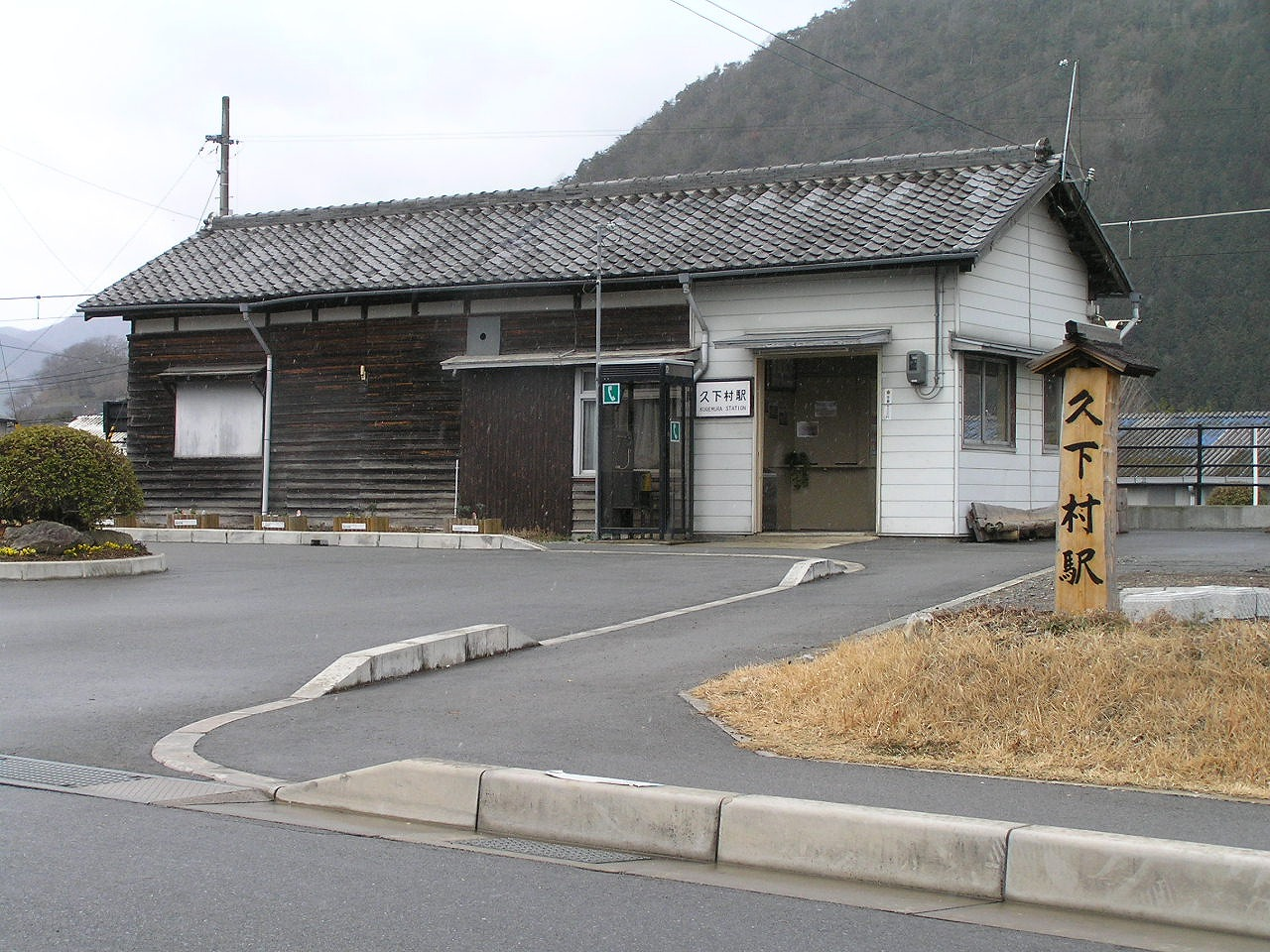
舊站房（2008年1月）
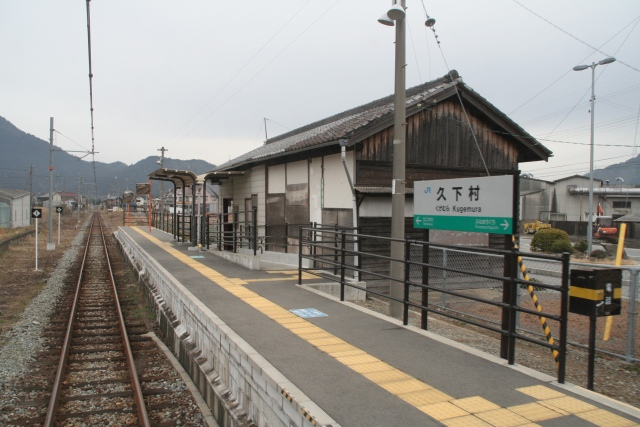
舊月台（2007年2月）

## 構造
本站是地面車站，設有1面1線的單式月台。谷川方向的列車會開啟右邊車門。此站曾設有2面2線的相對式月台。現時停用的月台還存在，路軌已經撒走，架空電纜還存在。
站内沒有設置自動售票機、乘車站證明書發行機、廁所、公共電話和呼叫中心。候車室至月台之間設有斜道。

## 利用狀況
在2019年度，1日平均の乗車人員は6人。
| 年度   | 1日平均 乘車人次 |
| ------ | ---------------- |
| 2000年 | 41               |
| 2001年 | 38               |
| 2002年 | 32               |
| 2003年 | 34               |
| 2004年 | 37               |
| 2005年 | 6                |
| 2006年 | 7                |
| 2007年 | 7                |
| 2008年 | 6                |
| 2009年 | 4                |
| 2010年 | 5                |
| 2011年 | 4                |
| 2012年 | 5                |
| 2013年 | 4                |
| 2014年 | 4                |
| 2015年 | 4                |
| 2016年 | 3                |
| 2017年 | 4                |
| 2018年 | 4                |
| 2019年 | 6                |

## 周邊

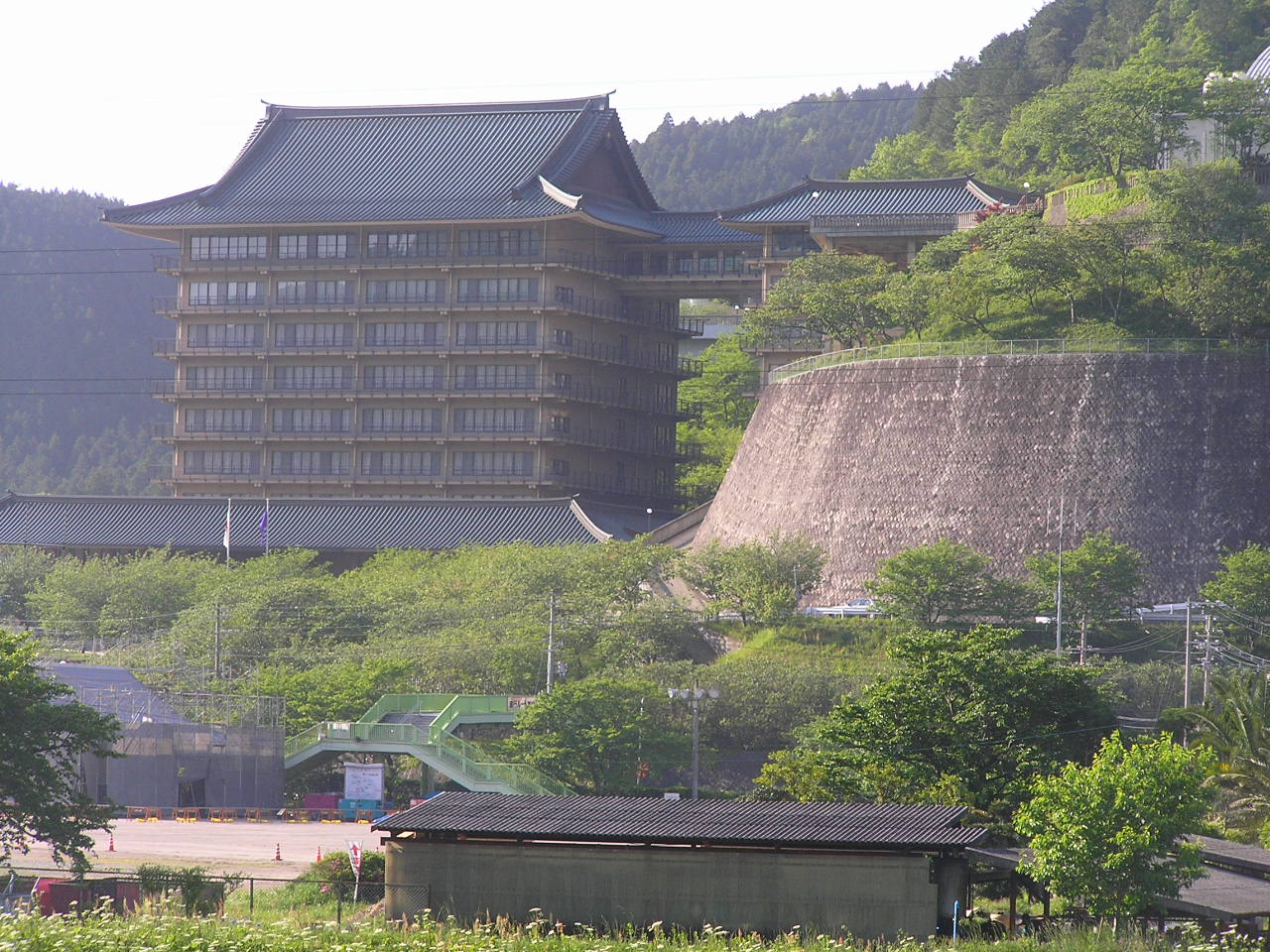
圓應教本部

- 丹波市政廳山南分所[1]
- 丹波龍化石工房（日语：丹波竜#丹波竜化石工房）[1]
- 兵庫紙漿工業
- 圓應教（日语：円応教）本部[1]
- 藥草藥樹公園

## 巴士路線
谷川下町巴士站（神姬綠色巴士）
- 前往谷川站
- 經井原、丹波市政廳、丹波醫療中心（日语：兵庫県立丹波医療センター）、石生站西出口前往柏原站
- 經井原、坂尻、youme Town丹波（日语：ゆめタウン丹波）、丹波醫療中心前往柏原站
- 經井原、坂尻、youme Town丹波、丹波醫療中心、石生站西出口前往柏原站
- 經井原前往坂尻

※巴士站位於北邊200米處

## 相鄰車站
西日本旅客鐵道（JR西日本）
 加古川線
船町口－久下村－谷川

## 注腳
1. 1 2 3 4 5 6 7 8 9 10 11 12 13 14 15  . 神戶新聞綜合出版中心. 2011-12-15: 218. ISBN 9784343006028 （日语）.
2. ↑  「地方鉄道運輸開始」『官報』1925年1月15日（國立國會圖書館數碼化收藏）
3. ↑  「鉄道省告示第120号」『官報』1943年5月25日（國立國會圖書館數碼化收藏）
4. ↑  JRR編《JR気動車客車編成表 2011》交通新聞社，2011年。ISBN 978-4-330-22011-6。
5. ↑  . 交通新聞 (交通新聞社). 2009-06-25: 1 （日语）.
6. ↑  加古川鉄道部組織改正について（日語）（互聯網存檔）- 西日本旅客鐵道新聞稿 2009年6月19日
7. ↑  兵庫県統計書令和元年版 （页面存档备份，存于）（日語）

## 外部連結
- 久下村｜車站資訊：JR出門網 - 西日本旅客鐵道（日語）